# Університет науки та технології Лілль I
50°36′33″ пн. ш. 3°08′30″ сх. д. / 50.609166666667° пн. ш. 3.1416666666667° сх. д.

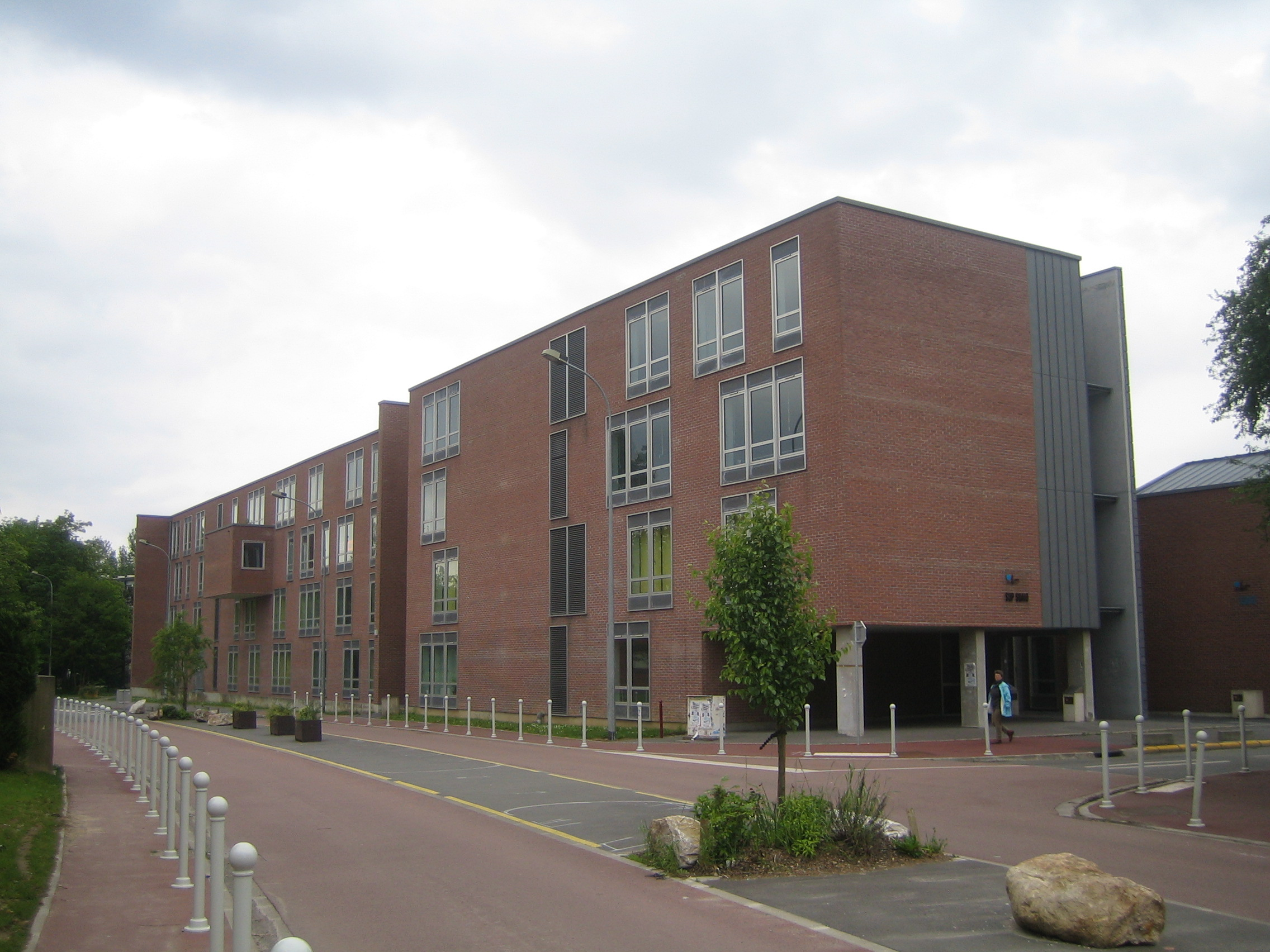
Університет Лілль I.

Університет науки та технології Лілль I (фр. Université Lille I) — французький університет, розташований в місті Вільнев-д'Аск.
Університет був створений в 1854 році в Ліллі. Пізніше, в 1967 році кампус був перенесений в Вільнев-д'Аск. Лілль-1 спеціалізується на науці і технологіях. В університеті навчається близько 20 000 студентів денної форми навчання і близько 14 500 студентів за програмами підвищення кваліфікації (на 2004). У числі співробітників 1310 постійних членів факультету. Близько 140 дослідників працюють в 43 лабораторіях.

## Склад університету Лілль I
- Лілльський інститут управління — понад 2000 студентів за 35 програмами навчання.
- Інститут міського планування і розвитку Лілль — 34 програми в галузі містобудування, територіального планування та територіального розвитку.
- Технологічний інститут Лілль — 35 програм: хімія, біоінженерія, електротехніка та комп'ютерна індустрія, машинобудування та виробництво, менеджмент, інформатика, фізичні вимірювання.
- Професійний університет — курси по біотехнології і біологічної промисловості, охорона довкілля, машинобудування, математика та інформатика, довкілля та промислове виробництво, обчислювальні методи, застосовувані для управління бізнесом.
- Університетський центр безперервної освіти — курси з природничо-наукової освіти від бакалавра до доктора наук.

## Відомі випускники

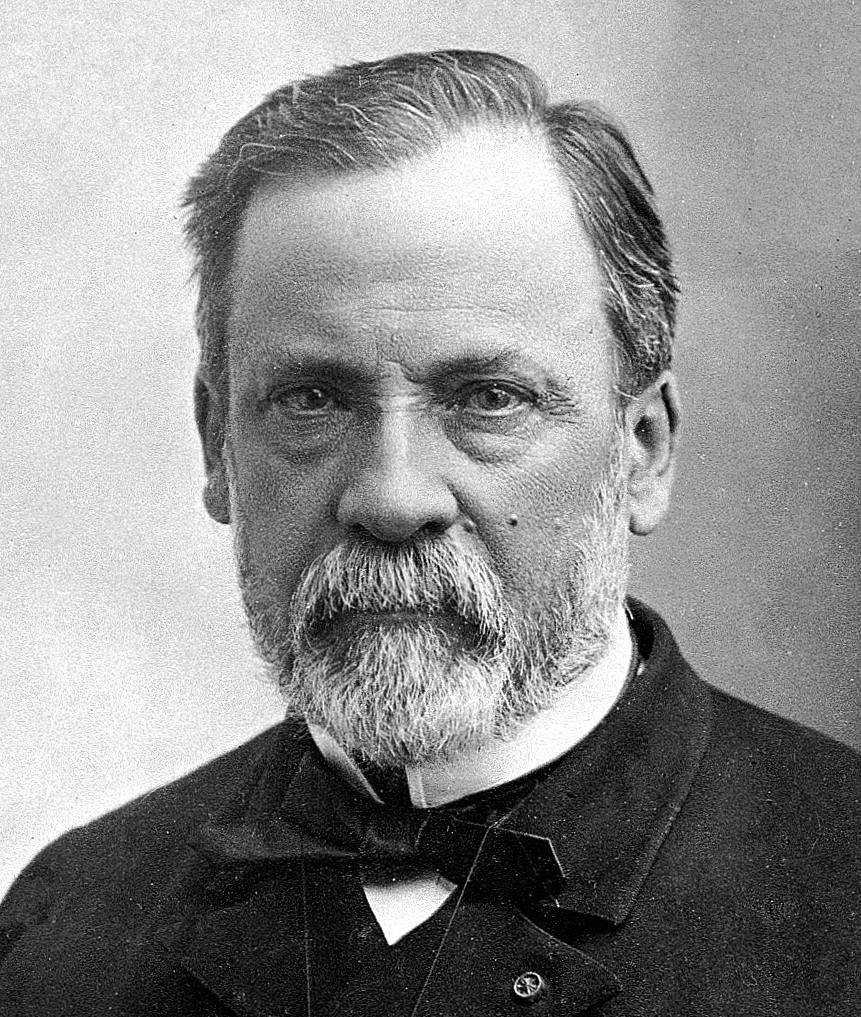
Луї Пастер.

- Еміль Борель
- Анрі Паде
- Луї Пастер